# Drage (snorholdt)
 For alternative betydninger, se drage. (Se også artikler, som begynder med drage)
En drage er et menneskeskabt flyvende objekt i snor(e) båret af vinden. Bruges normalt som legetøj eller fritidsbeskæftigelse, men er undertiden set anvendt til videnskabelige formål (som at løfte måleinstrumenter til vejrs eller opfange lyn (hvilket naturligvis er livsfarligt). I østen bruges drager ofte til religiøse formål. De første som opfandt og byggede drager var kineserne.

## Om drager
Der findes i dag mange forskellige typer af drager. Og de to hovedkategorier er de 1-linede drager, og de styrbare drager, også kaldet stunt- eller sportsdrager. Der findes drager med et stel, og bløde drager i stil med faldskærme. Der findes også pynt til at hænge fra linen på store drager. Disse kan oftes ikke selv flyve.
Større modeller, kaldet trækdrager, kan bruges til kitesurfing, hvor en person, der står på et surfbræt, lader sig trække hen over vandet i lighed med at stå på vandski, til at trække en isbåd, eller en strandboogie.
Drage flyvning er en anerkendt sportsgren i flere lande. Der er mange varianter, lige fra at skulle skære halen af modstanderens drage over til store formationsflyvninger med kunstnerisk præsentation.
Aerodynamisk er en drage at sammenligne med en almindelig flyvinge, med den forskel af luftens hastighed over vingen ikke bestemmes af en motor, men sker ved at dragen holdes fat i en snor, og luften på den måde opnår en relativ hastighed over vingens profil.
Ofte siges, at en given drages krav til vinden bestemmes af forholdet mellem størrelse og vægt. Dette er grunden til at mange små billige drager ikke kan flyve i svag vind. Der findes dog nulvinds-drager, som også kan bruges indendørs. De fungerer ved at træk i linen giver dem energi i form af højde og hastighed, og så kan de glide fremad i stil med en papirflyver. De findes også i flere meters størrelse. F.eks. er standardstørrelsen på en Revolution drage 2,4 meter fra vingespids til vingespids, og indendørsudgaven vejer ca. 120 gram.

### Danmark
I Danmark afholdes der dragefestival bl.a. på Fanø, Rømø og Møn, hvor der kommer deltagere fra både indland og udland.
I Danmark må man som udgangspunkt ikke opsætte drager fra liner længere end 100 meter. Og der gælder en maksimal flyvehøjde på 100 meter.

## Galleri
- Ridder med drage, illustration af Konrad Kyeser i Bellifortis fra begyndelsen af 1400-tallet.
- Tysk illustration fra 1828.
- Māori drage.
- Drage formet som blæksprutte.
- Morro Bay Drage Festival 2014.
- Verdens største drage med Kuwaits flag, 2004.
- Stjerneformet drage.

### Notater
1. ↑  Yinke, Deng (2005). Ancient Chinese inventions. Cambridge: Cambridge University Press. p. 122. ISBN 978-0-521-18692-6.